# Cerkiew Kwetera
Cerkiew Kwetera (gruz. კვეტერის ეკლესია, trb. kweteris eklesia) – świątynia Gruzińskiego Kościoła Prawosławnego znajdująca się w zachodniej części regionu Kachetia we wschodniej Gruzji, będąca częścią wzniesionej w X wieku Twierdzy Kwetera.
Od 2007 roku budynek figuruje na gruzińskiej liście informacyjnej – liście obiektów, które Gruzja zamierza rozpatrzyć do zgłoszenia na listę światowego dziedzictwa UNESCO na podstawie zaproponowanych kryteriów kulturowych III i IV.

## Architektura
Cerkiew Kwetera znajduje się na szczycie wzgórza w obrębie murów X-wiecznej twierdzy o tej samej nazwie. Wzniesiona została z ciosanego tufu wapiennego zwanego szirimi. Jest budowlą centralną wzniesioną na planie tetrakonchy – krzyża z czterema absydami i czterema niszami (wnękami) pomiędzy nimi tworzącymi kształt gwiazdy o ramionach różnej długości. Każda absyda ma przęsła w kształcie łuków pełnych, a w narożach każdej nawy (pomiędzy absydami a wnękami) znajdują się po trzy półkolumny. Profile impostów podkopułowych, absyd oraz w narożach świątyni charakteryzuje powtarzający się motyw.
Część środkowa na przecięciu naw kryta jest kopułą z sześcioma otworami okiennymi – po jednym od strony wschodniej i zachodniej oraz po dwa od północy i południa. Absydy oraz narożne wnęki również je posiadają, przy czym w prezbiterium znajdują się trzy otwory okienne. Wejścia do świątyni znajdują się w absydzie południowej oraz zachodniej.
W prezbiterium zachował się kamienny ołtarz.
Absydy od zewnątrz są pięciościenne z fasetami ozdobionymi łukami, zaś narożne nisze mają przekrój 3/4 okręgu. Świątynia kryta jest dachem kopułowym wykonanym ze szkliwionej dachówki barwy niebieskiej. Bęben kopuły zdobi z zewnątrz dwanaście łuków.
Cerkiew porównywana jest z podobnymi zabytkami na terenie Gruzji, takimi jak Monastyr Dżwari koło Mcchety czy kościół kopułowy w zespole Monastyru Dzweli Szuamta koło stolicy Kachetii, miasta Telawi. Pewne podobieństwo występuje również między Cerkwią Kwetera a kościołami ormiańskimi na terenie Turcji – Kościołem Krzyża Świętego na wyspie Akdamar oraz Monastyrem Waragawank.

## Galeria

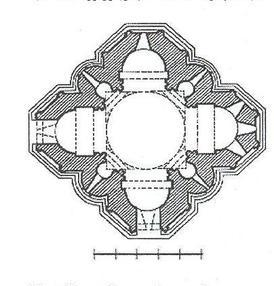
Plan świątyni
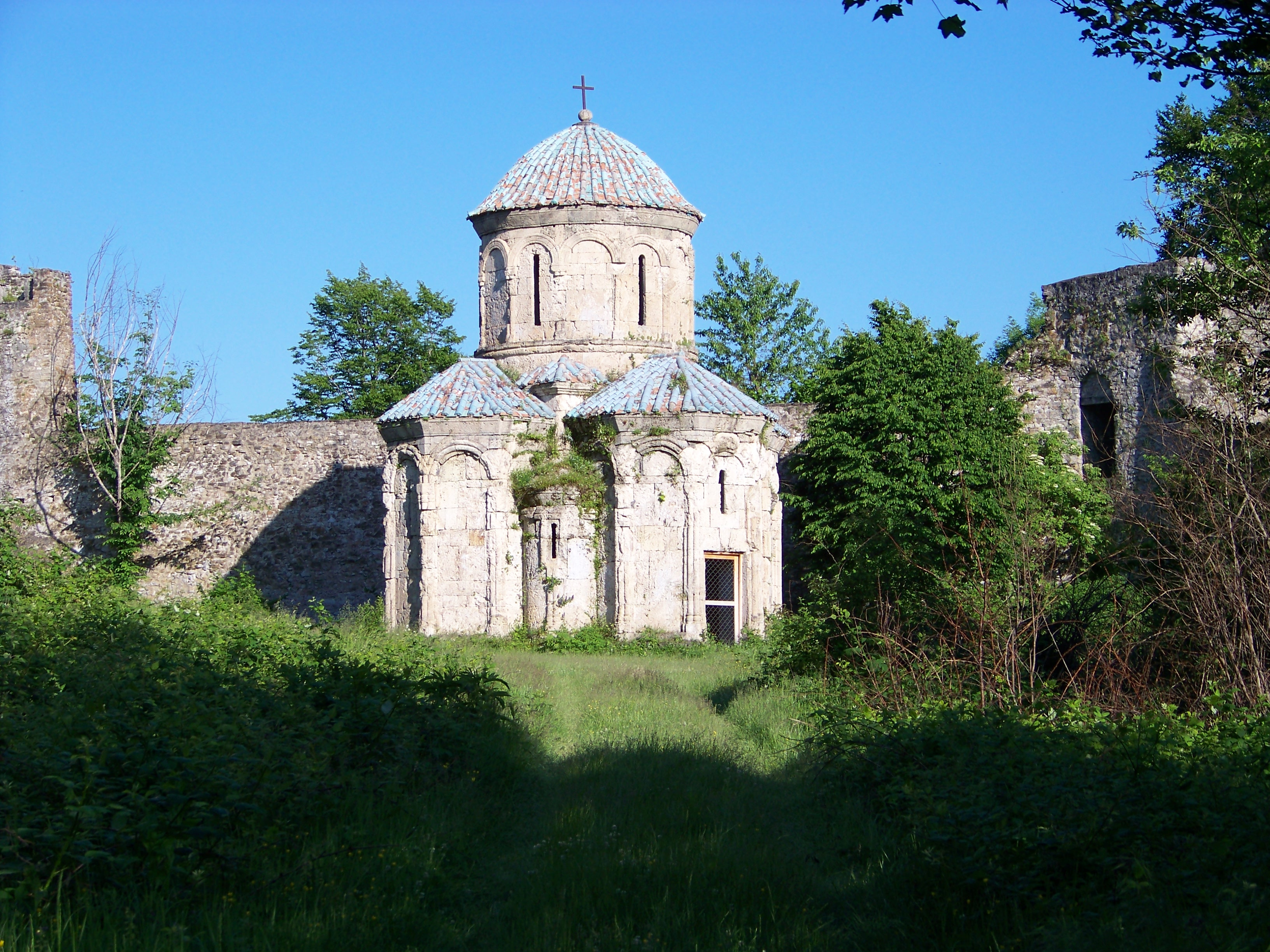
Cerkiew Kwetera w 2010 roku
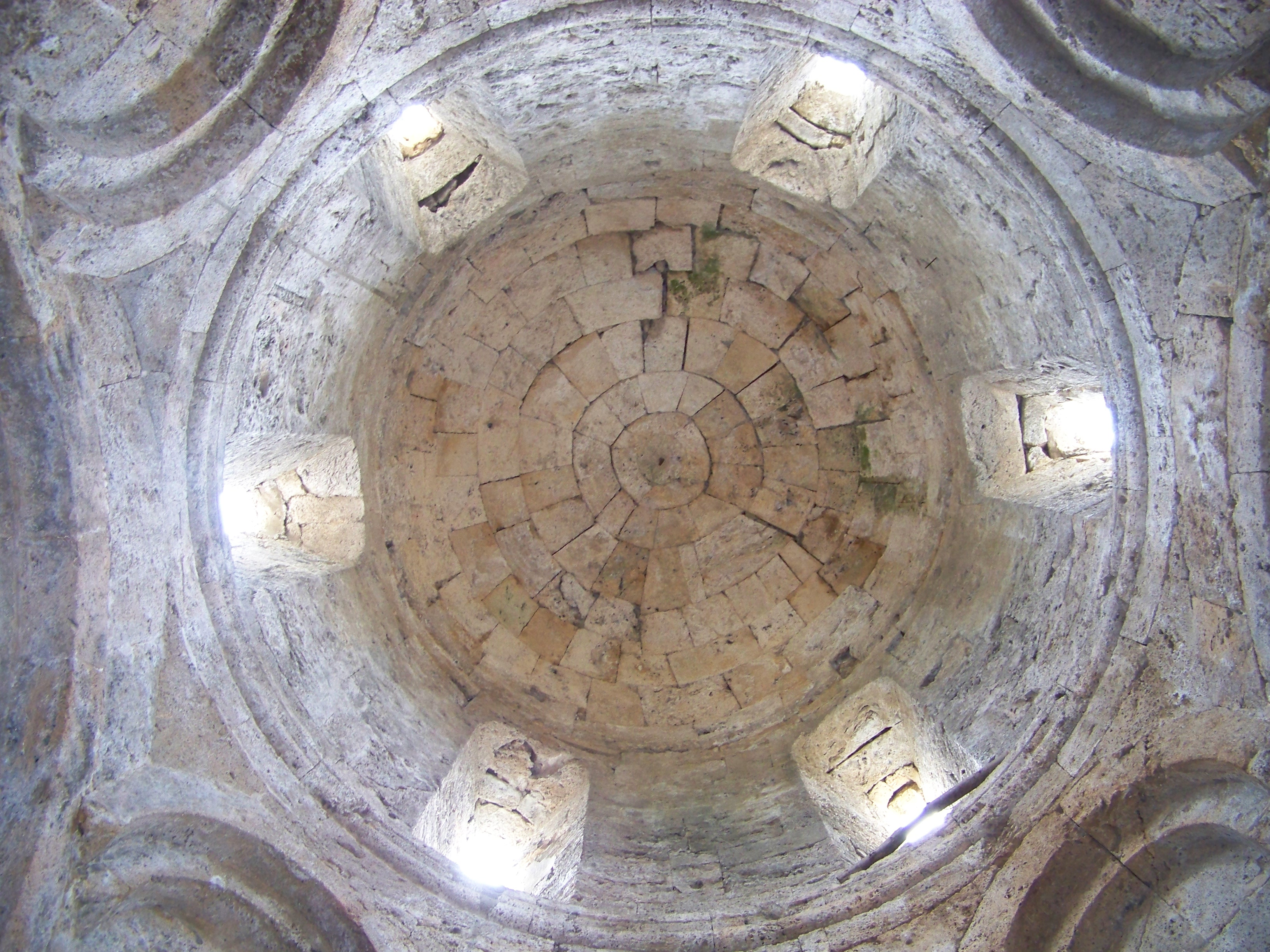
Wnętrze kopuły świątyni (2012)
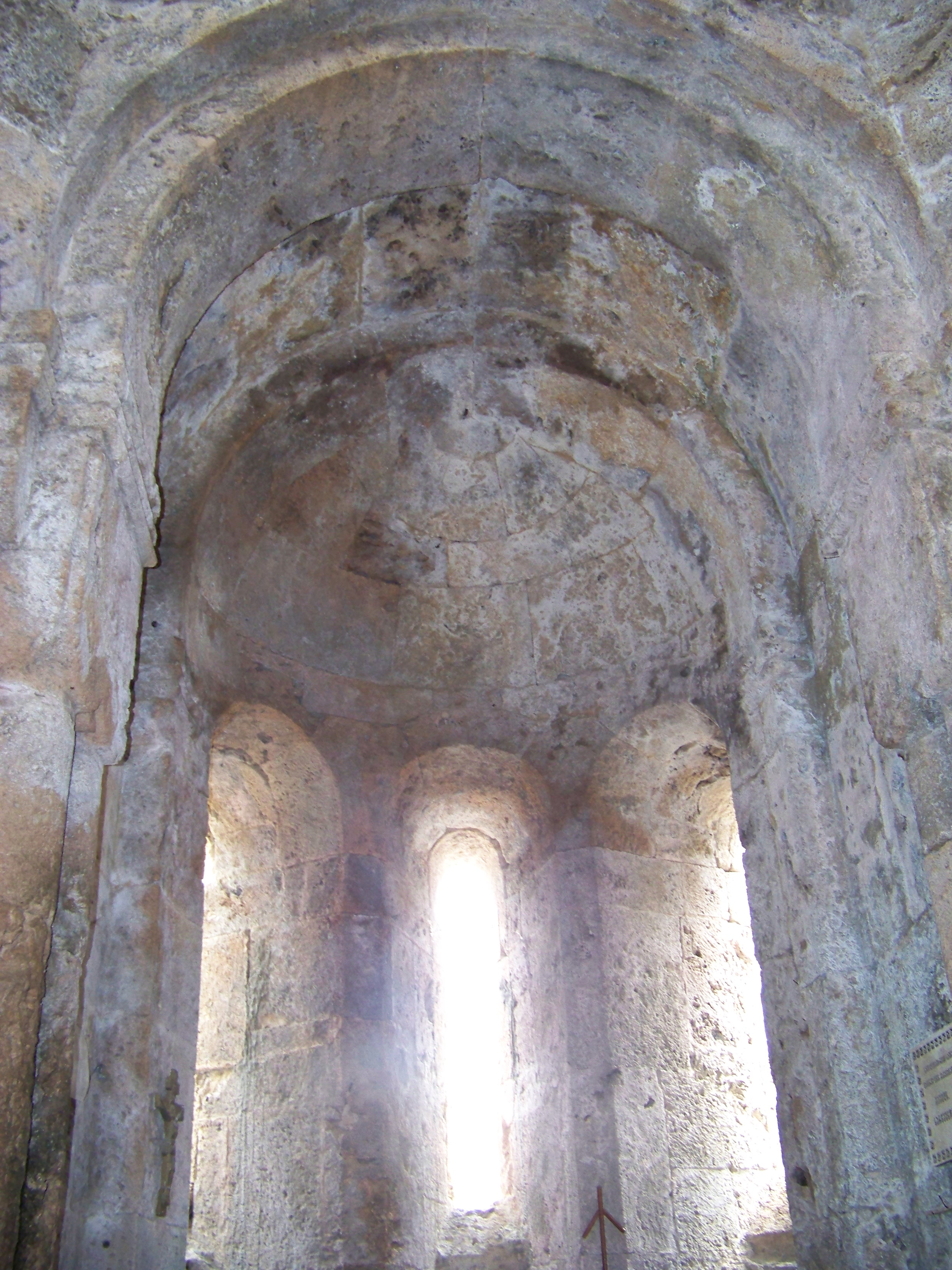
Prezbiterium (2012)
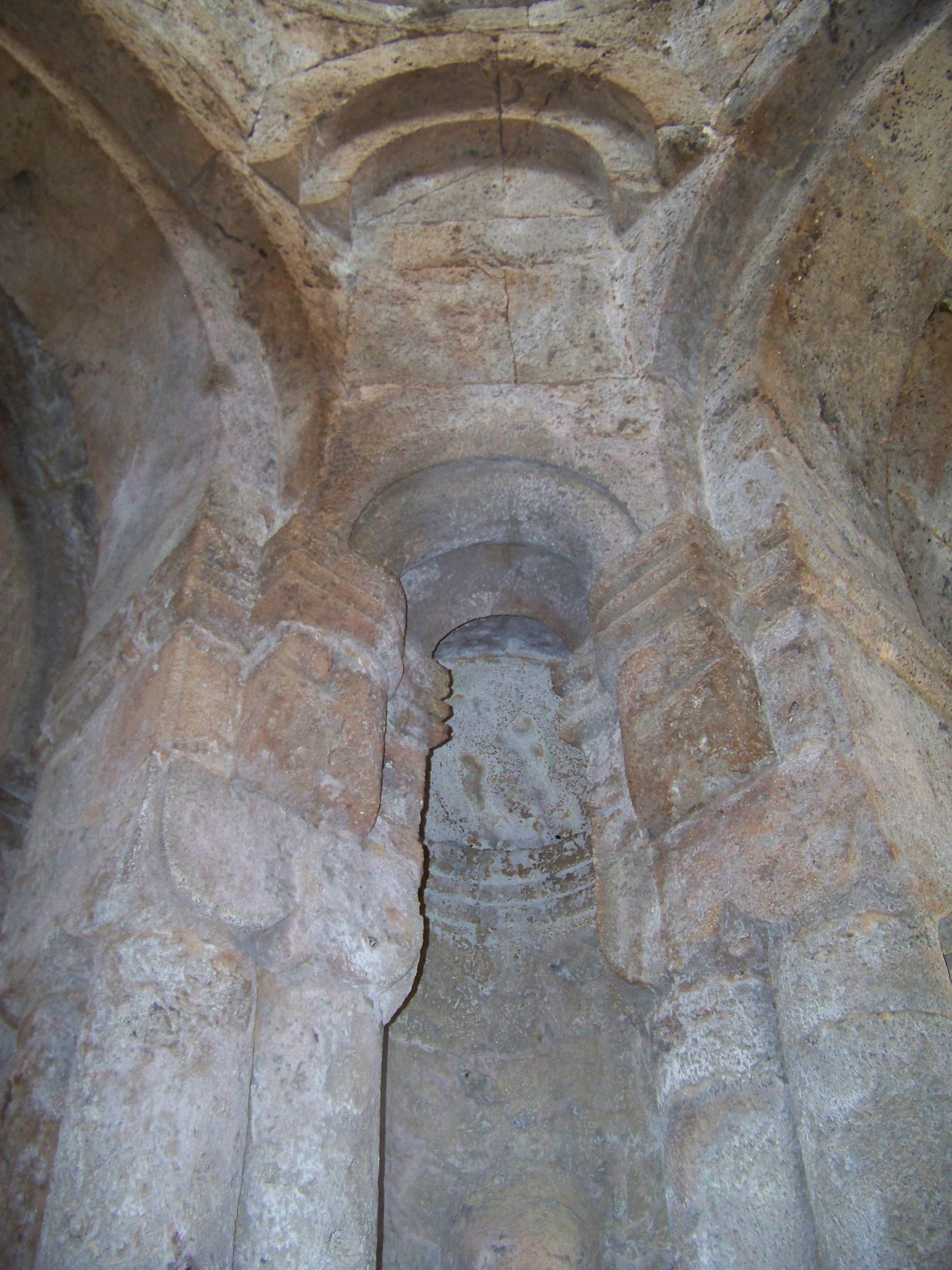
Jedna z nisz (2012)
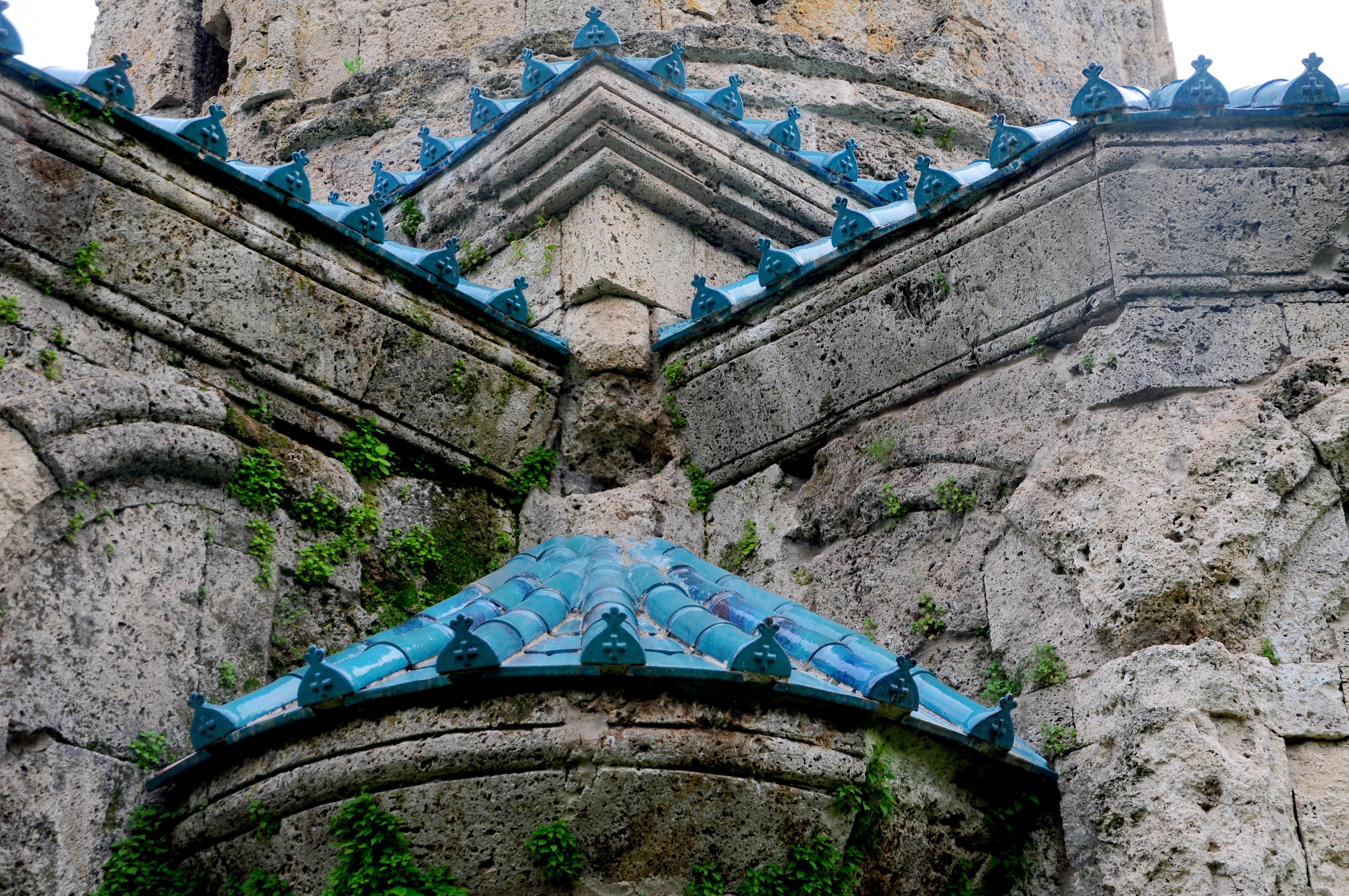
Detale elewacji (2014)